# Circuito de Goodwood
El Circuito de Goodwood es un autódromo de 3.860 metros de longitud situado dentro de la finca Goodwood House del Duque de Richmond, cerca de la ciudad de Chichester, condado de Sussex Occidental, Inglaterra, Reino Unido. Como es habitual en los circuitos británicos, se diagramó alrededor de la pista de aterrizaje de la base aérea de Westhampnett de la Royal Air Force, construida para la Segunda Guerra Mundial, y que hoy es el aeródromo de Chichester/Goodwood.
Goodwood se inauguró el 18 de septiembre de 1948. Los pilotos británicos más destacados de automovilismo de velocidad y motociclismo de velocidad de las décadas de 1950 y 1960 se enfrentaron allí, entre otras competencias en el Trofeo Glover, una carrera fuera de campeonato de Fórmula 1; el Trofeo de Turistas del RAC para automóviles deportivos, que desde 1958 hasta 1964 se disputó en Goodwood; y las 9 Horas de Goodwood. Stirling Moss se retiró del automovilismo en 1962 luego de chocar en la curva St. Mary's y quedar en coma durante un mes. La última carrera profesional se disputó en el año 1966, luego de que los dueños se rehusaran a instalar chicanes como en otros escenarios. La pista se siguió usando para pruebas; Bruce McLaren murió probando un automóvil suyo de CanAm en 1970 al chocar al final de la recta Lavant.

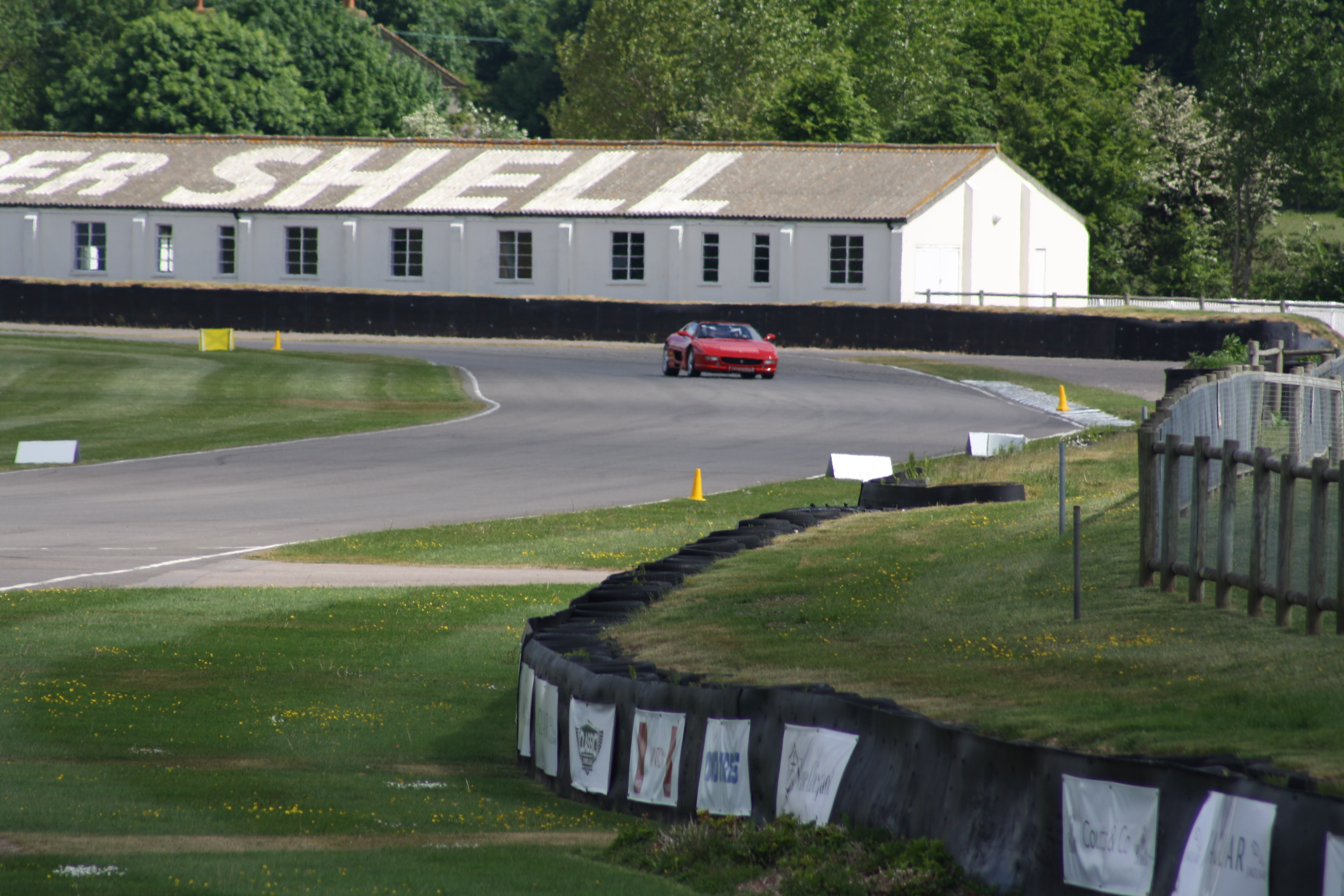
Acercándose a la chicane desde Woodcote.

Goodwood volvió a la actividad en 1998 el Goodwood Revival, un festival que reúne cada septiembre a máquinas y pilotos del período 1948 a 1966 y a pilotos destacados de la actualidad en competiciones de velocidad. Todos los competidores, personal, público y el propio circuito se visten de época para recrear el ambiente original. El evento también incluye exhibiciones de aeronaves antiguas. La única modificación al trazado es una chicana antes de la recta de meta y entrada a Boxes.
El circuito también alberga Greenpower, una competencia de automóviles ecológicos organizada por el Duque de Richmond.

## Ganadores

### Trofeo Glover
| Año  | Piloto                | Automóvil             |
| ---- | --------------------- | --------------------- |
| 1949 | Reg Parnell           | Maserati 4CLT/48      |
| 1950 | Reg Parnell           | Maserati 4CLT/48      |
| 1951 | Príncipe Bira         | Maserati 4CLT/48-OSCA |
| 1952 | José Froilán González | Ferrari 375           |
| 1953 | Ken Wharton           | BRM P15               |
| 1954 | Reg Parnell           | Ferrari Tipo 500      |
| 1955 | Roy Salvadori         | Maserati 250F         |
| 1956 | Stirling Moss         | Maserati 250F         |
| 1957 | Stuart Lewis-Evans    | Connaught B-Alta      |
| 1958 | Mike Hawthorn         | Ferrari 246           |
| 1959 | Stirling Moss         | Cooper T51-Climax     |
| 1960 | Innes Ireland         | Lotus 18-Climax       |
| 1961 | John Surtees          | Cooper T53-Climax     |
| 1962 | Graham Hill           | BRM P57               |
| 1963 | Innes Ireland         | Lotus 24-BRM          |
| 1964 | Jim Clark             | Lotus 25-Climax       |
| 1965 | Jim Clark             | Lotus 25-Climax       |

### Trofeo de Turistas del RAC
| Año  | Piloto                                        | Automóvil         |
| ---- | --------------------------------------------- | ----------------- |
| 1958 | Stirling Moss / Tony Brooks                   | Aston Martin DBR1 |
| 1959 | Stirling Moss / Jack Fairman / Carroll Shelby | Aston Martin DBR1 |
| 1960 | Stirling Moss                                 | Ferrari 250 GT    |
| 1961 | Stirling Moss                                 | Ferrari 250 GT    |
| 1962 | Innes Ireland                                 | Ferrari 250 GTO   |
| 1963 | Graham Hill                                   | Ferrari 250 GTO   |
| 1964 | Graham Hill                                   | Ferrari 330P      |

### 9 Horas de Goodwood
| Año  | Pilotos                      | Automóvil         |
| ---- | ---------------------------- | ----------------- |
| 1952 | Peter Collins / Pat Griffith | Aston Martin DB3  |
| 1953 | Parnell / Thompson           | Aston Martin      |
| 1955 | Peter Walker / Dennis Poore  | Aston Martin DB3S |

## Galería

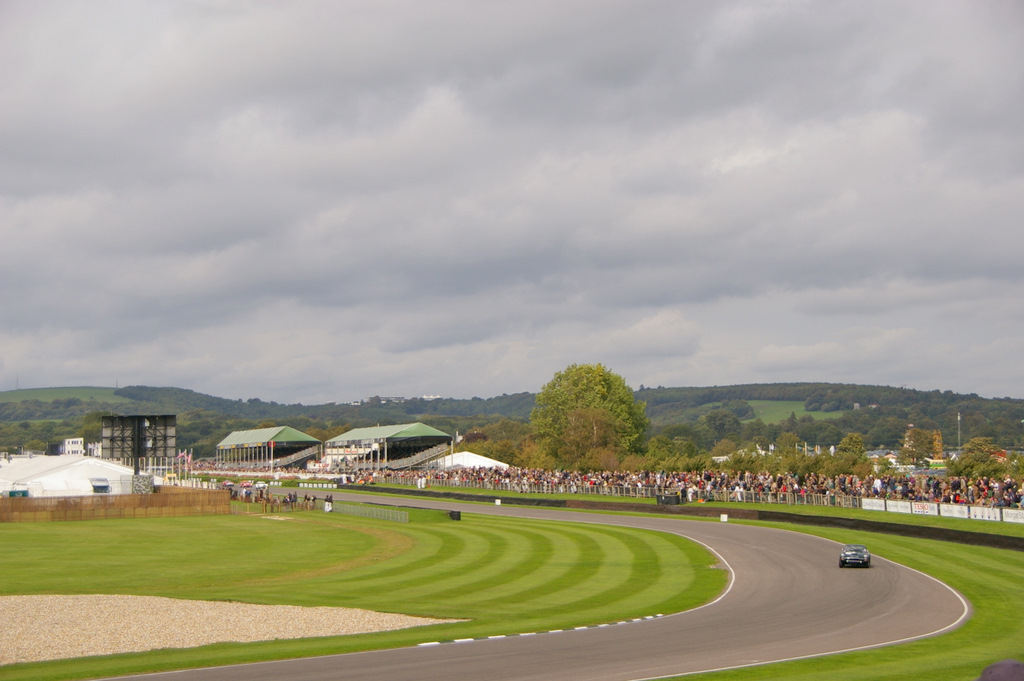
Vista del circuito
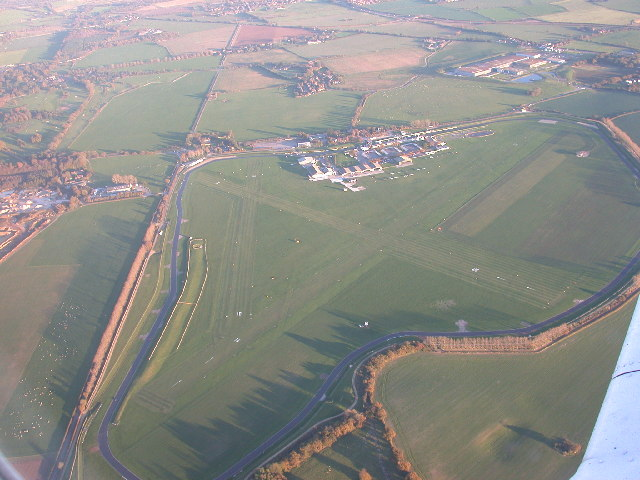
Vista aérea del circuito de Goodwood
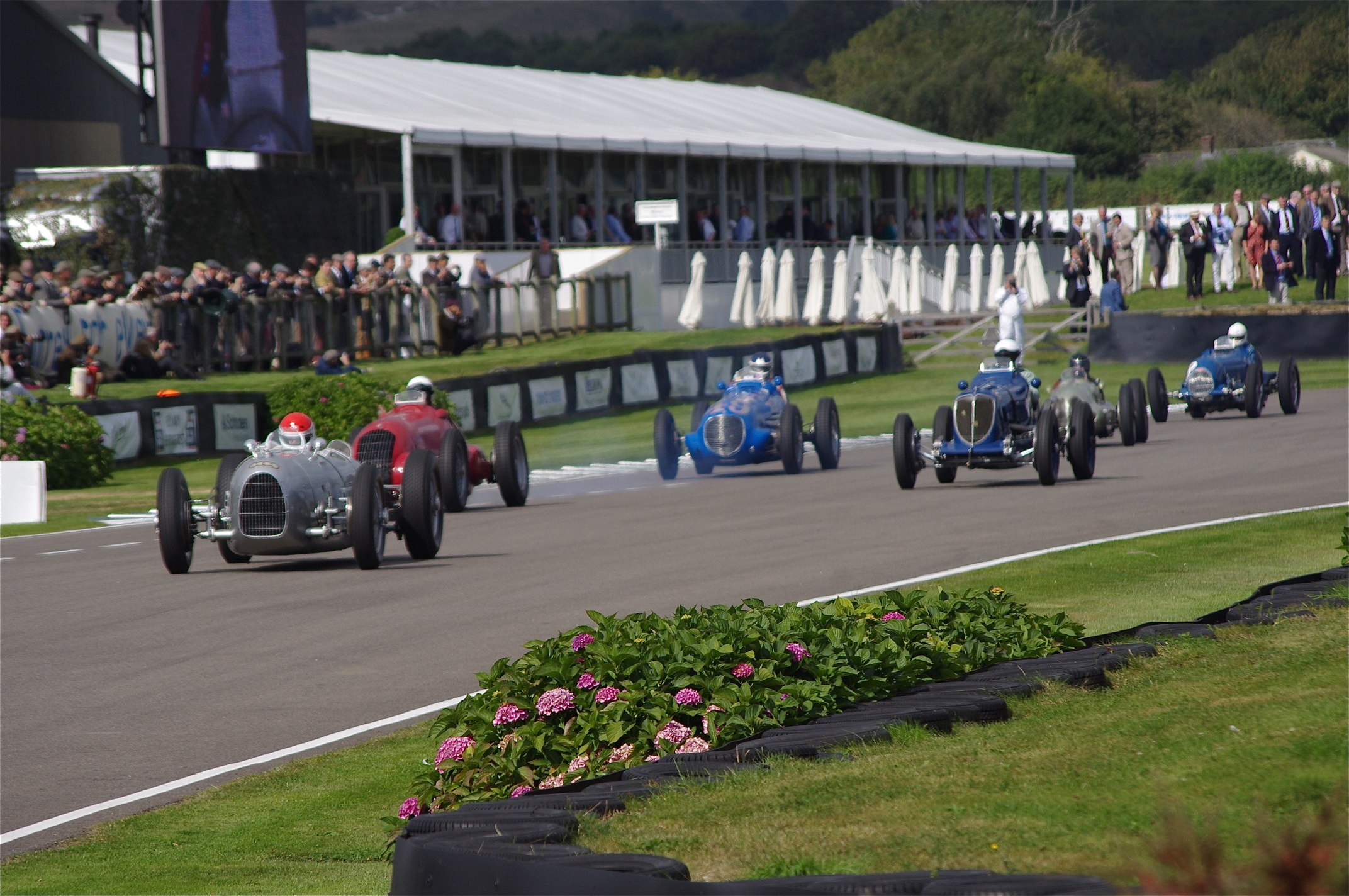
Carrera de monoplazas en el Goodwood Revival 2012
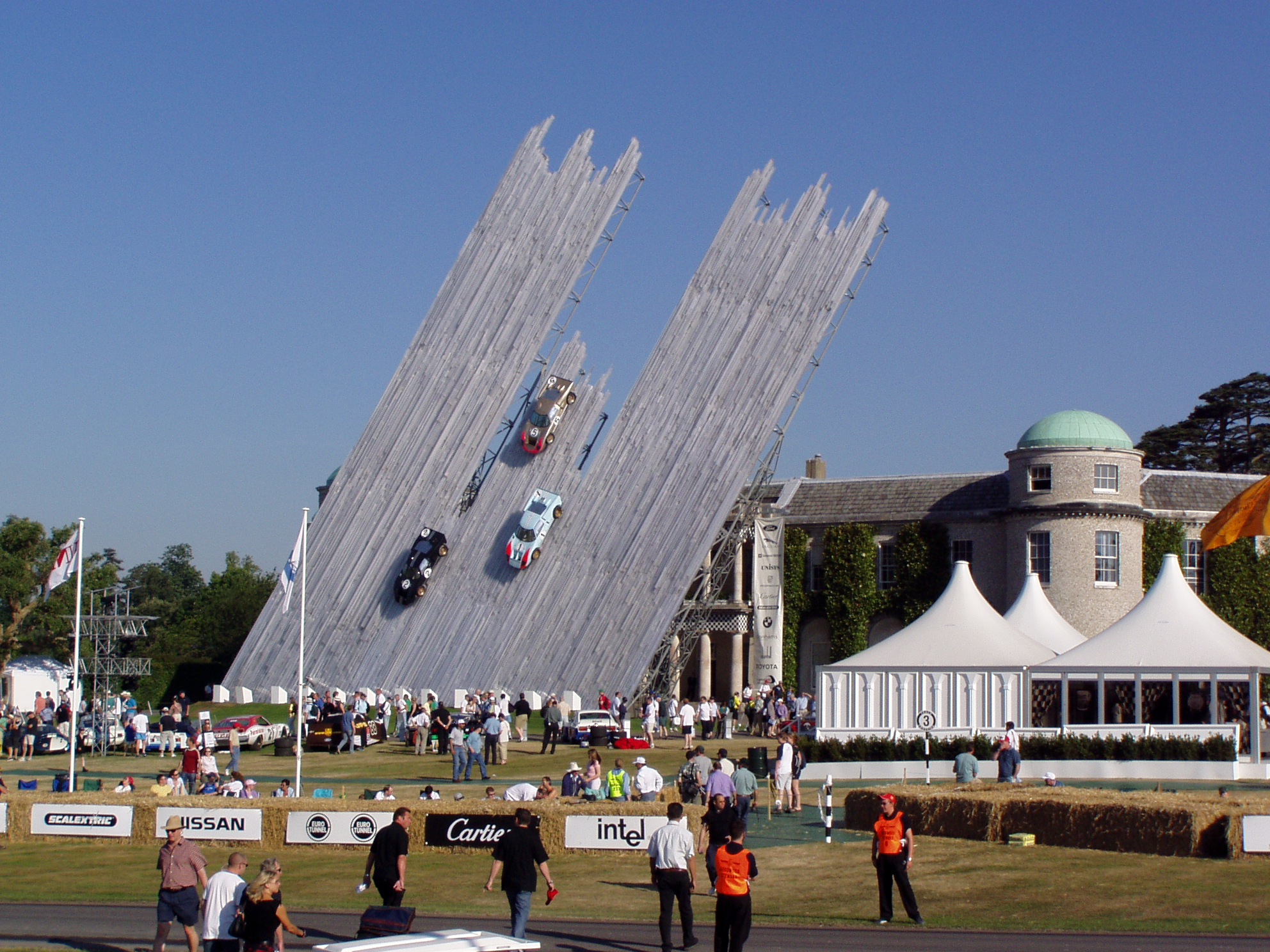
Escultura de Ford durante el Goodwood Festival of Speed 2003
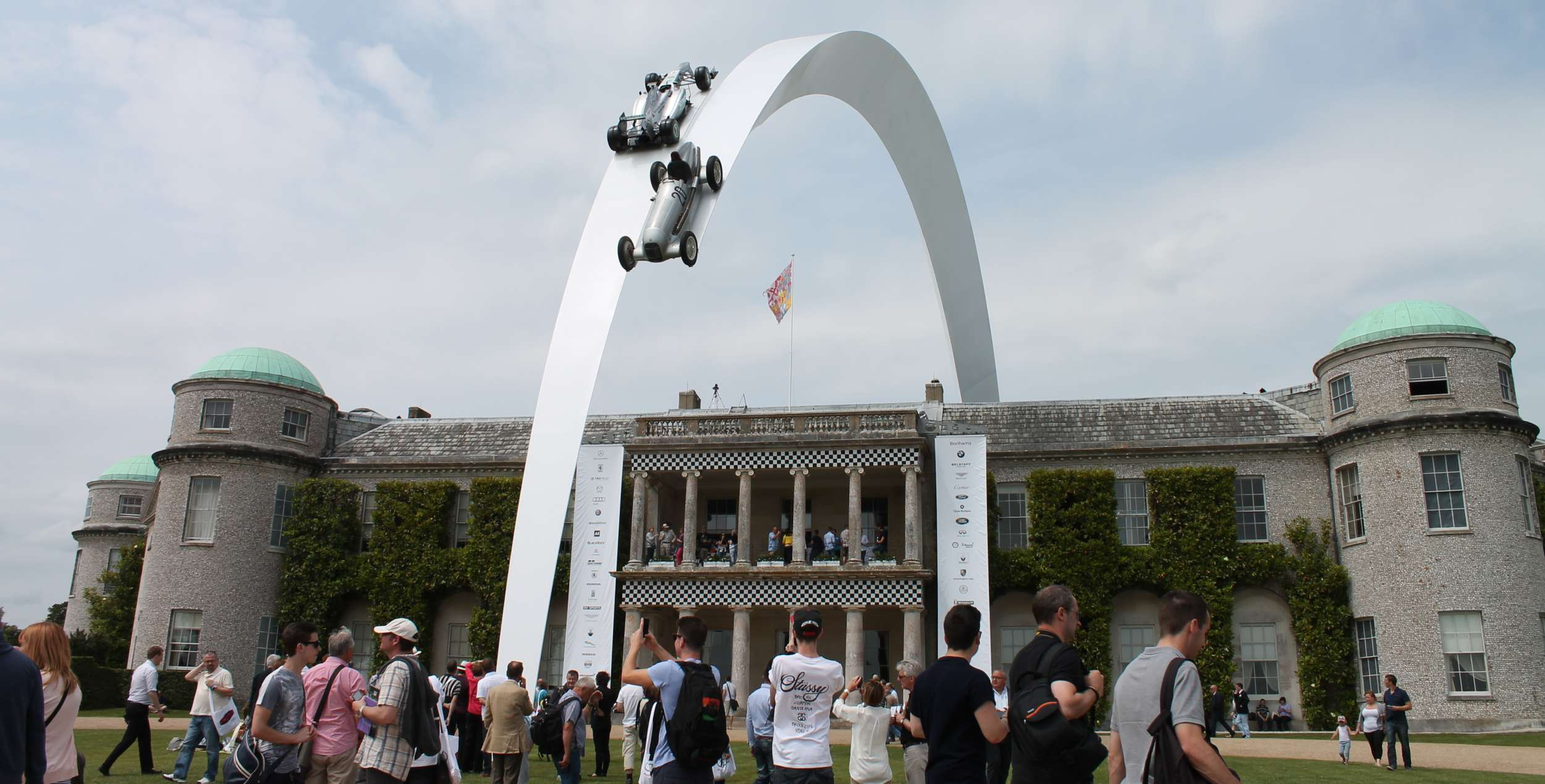
Escultura de Mercedes-Benz en 2014
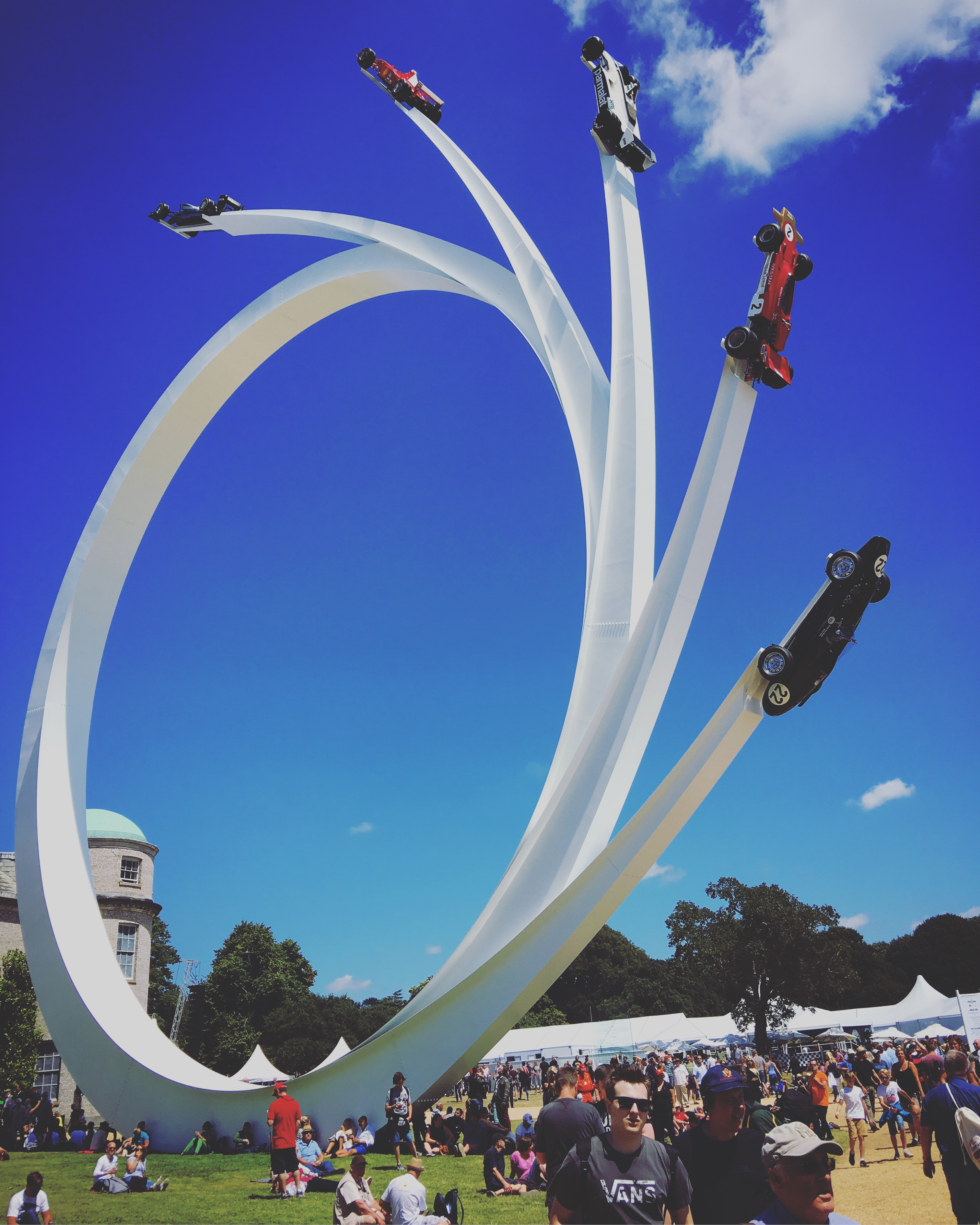
Escultura a Bernie Ecclestone